# کمال خان هوت
کمال خان هوت معروف به ملا کمالان (زاده ۹ شهریور ۱۳۲۰ – درگذشته ۱ اسفند ۱۳۸۸) یکی از خوانندگان موسیقی مقامی بلوچی و از نوازندگان تنبورک در سیستان و بلوچستان بود. سبک خوانندگی کمال خان، پهلوانی است که از اصیل‌ترین و قدیمی‌ترین گونه‌های موسیقی بلوچی است، در بلوچستان رواج داشته و اعتبار و ارزش بسیاری نزد بلوچ‌ها دارد.

## زندگی‌نامه
کمال خان هوت، فرزند مراد، در سال ۱۳۲۰ خورشیدی در روستای لاتیدان از توابع بخش دشتیاری چابهار، در یک خانواده کشاورز به دنیا آمد و سپس در سن جوانی با خانواده اش در روستای پلانی اقامت کردند.
او در نوجوانی متوجه علاقه و گرایش خود به موسیقی و شعر شد و شعرها و ملودی‌ها را به خاطر می‌سپرد و می‌خواند.
به زودی اطرافیان متوجه توانایی و ظرفیت‌های هنری او شده و صدا و آوازش به شدت مورد استقبال همگان قرار گرفت. او پس از آن بااعتماد به نفس و انگیزهٔ بیشتر شعر و موسیقی را دنبال کرد.
او در زندگی هنری اش با خوانندگان، نوازندگان و شاعران زیادی آشنا شد و همکاری کرد. آموخت و آموزش داد، راهی که او را به یکی از خوانندگان و موسیقی شناسان بزرگ بلوچ بدل کرد.
کمال خان با اینکه مدرسه نرفته بود ولی خواندن و نوشتن می‌دانست. برخی از اشعار خودش و دیگران را در دفترهایش می‌نوشت، خط خوانایی داشت و همیشه کاغذ و قلم در جیبش بود. حافظه خوبی داشت و اشعار را بخاطر می‌سپرد.
ولی واقعیت این است که سرور عمیق شاعرانه و خلاق کمال خان همه نیروهای وجودش را در مسیر هنرش قرار داده بود. او بدون چند پارگی در هنرش غرق شده، حافظه‌اش، هشیاری و اراده‌اش همه و همه یک صدا در یک جهت آزاد شده بودند.
یک چند صدایی یک پارچه و رسا، هنر کمال خان چنین بود.
کمال خان از محبوبیت و معروفیت زیادی در بلوچستان برخوردار است، تا آنجا که برخی از موسیقی دوستان،
خود را مرید کمال خان می‌دانند.
در بیشتر خانه‌ها آثاری از اجراهای استاد وجود دارد.
بی‌تردید او گنجینه‌ای غنی از موسیقی و ادبیات شفاهی بود و حضورش در سالیان دراز زندگی هنری‌اش، تداوم بخش روایت تاریخ و قصه‌ها و ترانه‌های بلوچستان بوده‌است.
کمال خان سحرگاه روز اول اسفند ۱۳۸۸ در سن ۶۸ سالگی در گذشت و در روستای مادری خود یعنی روستای پلانی به خاک سپرده شد.

## دیدگاه‌ها در مورد او
- محمدرضا شجریان اسفند ۱۳۸۸ در مراسم بزرگداشت ملا کمال خان که توسط شورای عالی فرهنگستان هنر برگزار شد در مورد این هنرمند گفته بود: برای من مایه خشنودی و مباهات است که امروز در بزرگ داشت بزرگواری از اهالی موسیقی بلوچ شرکت می‌کنم در حالی که باید بگویم متأسفانه تا کنون آن گونه که شایسته‌است این فرهنگ را نشناخته و از او کمال‌ها تقدیر نکرده‌ایم.
- محمدرضا درویشی نیز در مورد کمال خان تصریح کرده بود: استاد کمال خان بزرگ‌ترین خواننده و موسیقیدان به معنای واقعی کلمه در بلوچستان و در سراسر کشور پهناور ایران است چراکه کمال خان علاوه بر اینکه خواننده‌ای برجسته است، شاعری پر آوازه است که حافظ تاریخ شفاهی، فرهنگ اساطیر و ناموس فرهنگی منطقه خودش نیز به‌شمار می‌رود.
- درویشی همچنین گفته بود: در بلوچستان خواننده و نوازنده‌هایی وجود دارند که حرف اول را در تکنیک‌های موسیقی می‌زنند ولی به جرئت می‌گویم که تکنیک‌های آوازی کمال خان در مقایسه با شیوه و سبک‌های آوازی دیگر فرهنگ‌ها بی همتا است چراکه این استاد ارتباط عمیقی با ادبیات بلوچ و پیوند تنگانگ آن با هنر موسیقی دارد در واقع کمال خان به این دلیل مهم است که راوی تمدن و فرهنگ موسیقی بلوچستان است.